# Crotchiella
Crotchiella is een kevergeslacht uit de familie van de boktorren (Cerambycidae). De wetenschappelijke naam van het geslacht werd voor het eerst geldig gepubliceerd in 1985 door Israelson.

## Soorten
Crotchiella is monotypisch en omvat slechts de volgende soort:
- Crotchiella brachyptera Israelson, 1985